# Колга
Ко́лга, также Ко́льга (эст. Kolga), ранее Кольк (нем. Kolk) — посёлок  в волости Куусалу уезда Харьюмаа, Эстония.

## География и описание
Расположен на севере Эстонии, в 42 км к востоку от Таллина. Высота над уровнем моря — 48 метров. Через посёлок протекают реки Колга и Пудисоо. Земли посёлка входят в состав национального парка Лахемаа. На территории посёлка расположено верховое болото Виру. 
Климат умеренный. Официальный язык — эстонский. Почтовый индекс — 74602.

## Население
По данным переписи населения 2021 года, в Колга проживали 450 человек, из них 421 (93,8 %) — эстонцы.
Численность населения посёлка Колга по данным переписей населения:
| Год  | 1959 | 1970  | 1979  | 1989  | 2000  | 2011  | 2021  |
| ---- | ---- | ----- | ----- | ----- | ----- | ----- | ----- |
| Чел. | 170  | ↗ 193 | ↗ 283 | ↗ 550 | ↘ 527 | ↘ 454 | ↘ 450 |

## История
Впервые упоминается в Датской поземельной книге 1241 года (in Holki, Pøtræth alio nomine). В источниках 1371 года упоминается Kolke, 1586 года — Kolcka (мыза).
Во времена датского владычества эта территория принадлежала монахам-цистерцианцам монастыря Оямаа Рома ( (Guthvalia), которые основали здесь свою мызу. Мыза оставалась собственностью монастыря до 1519 года, когда она стала датским анклавом на землях Ливонского ордена. После Ливонской войны шведский король пожаловал мызу полководцу Понтусу Делагарди, внучка которого вышла замуж за Стенбока. Мыза Кольк (Колга)  вместе с мызами Кенда (Кынну), Кида (Кийу) и Нейенгоф (Лоо) составляла фидеикомисс и находилась во владении дворянского семейства Стенбоков с короткими перерывами вплоть до земельной реформы 1919 года. 
В 1920-х годах на землях национализированной мызы было основано поселение, в 1977 году получившее название деревня Колга (эст. Kolga küla). 
Статус посёлка Колга получил 21 октября 2005 года.

## Достопримечательности
- Главное здание (господский особняк) мызы Кольк (Колга),  памятник архитектуры 1768—1820-х годов, при инспектировании 22 января 2023 года находился на реставрации[16]. Наряду с особняком в Государственный регистр памятников культуры Эстонии внесён ещё 21 мызный объект (парк, дом управляющего, дом прислуги, амбар, скотный двор, конюшня, парники и др.)[17].

## Галерея

Посёлок Колга
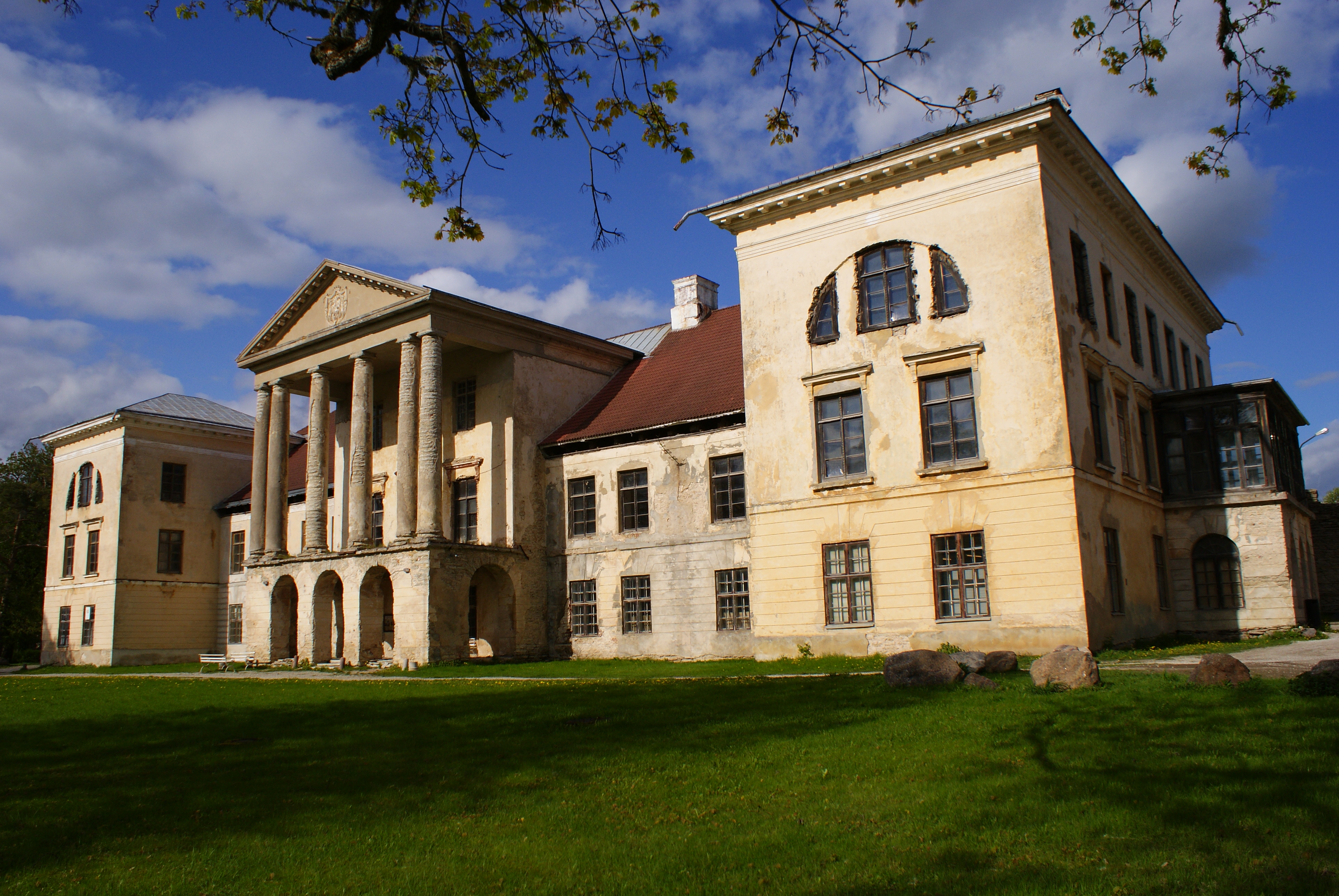
Главное здание мызы Кольк (Колга) в 2012 году
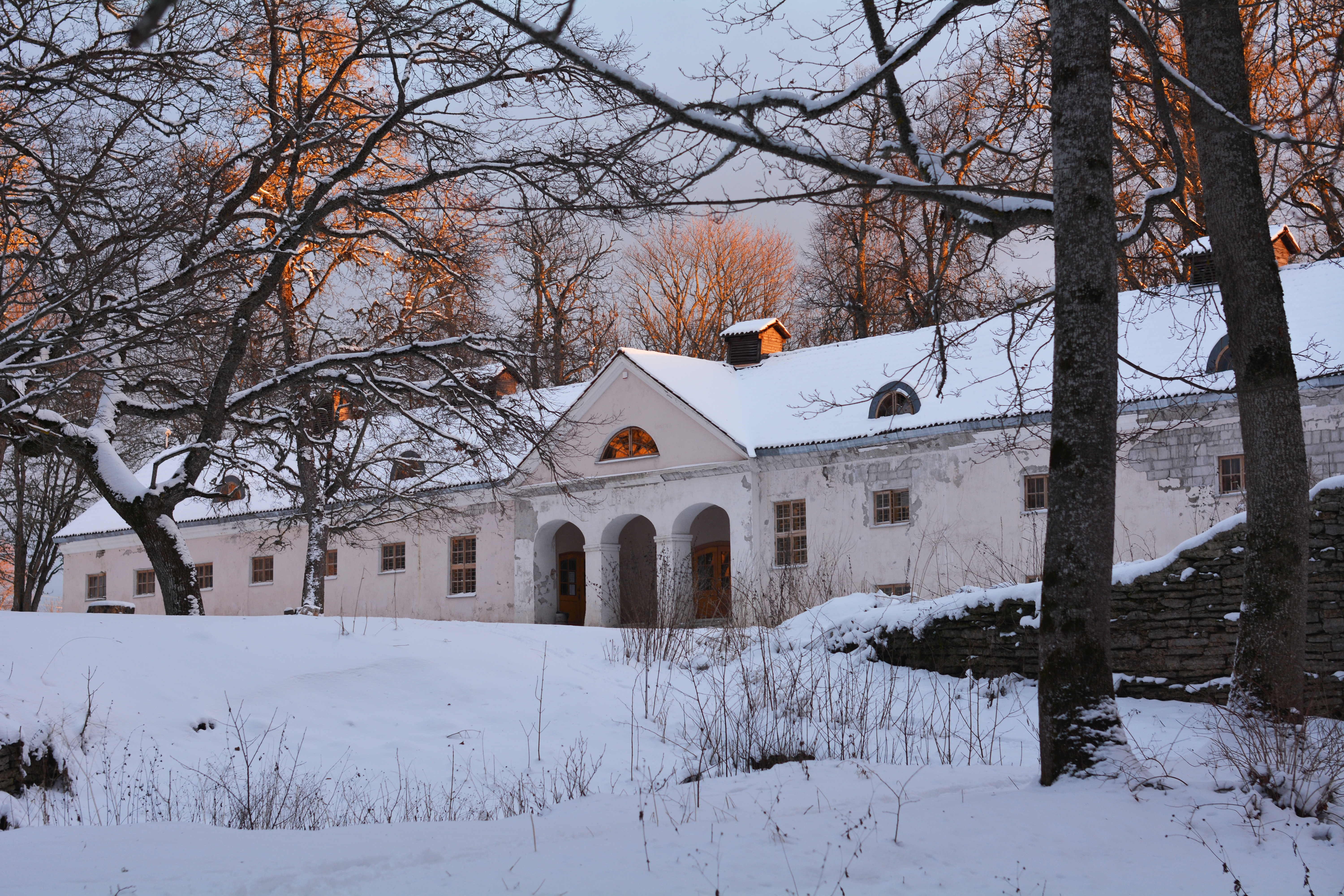
Конюшня мызы Кольк (Колга) зимой
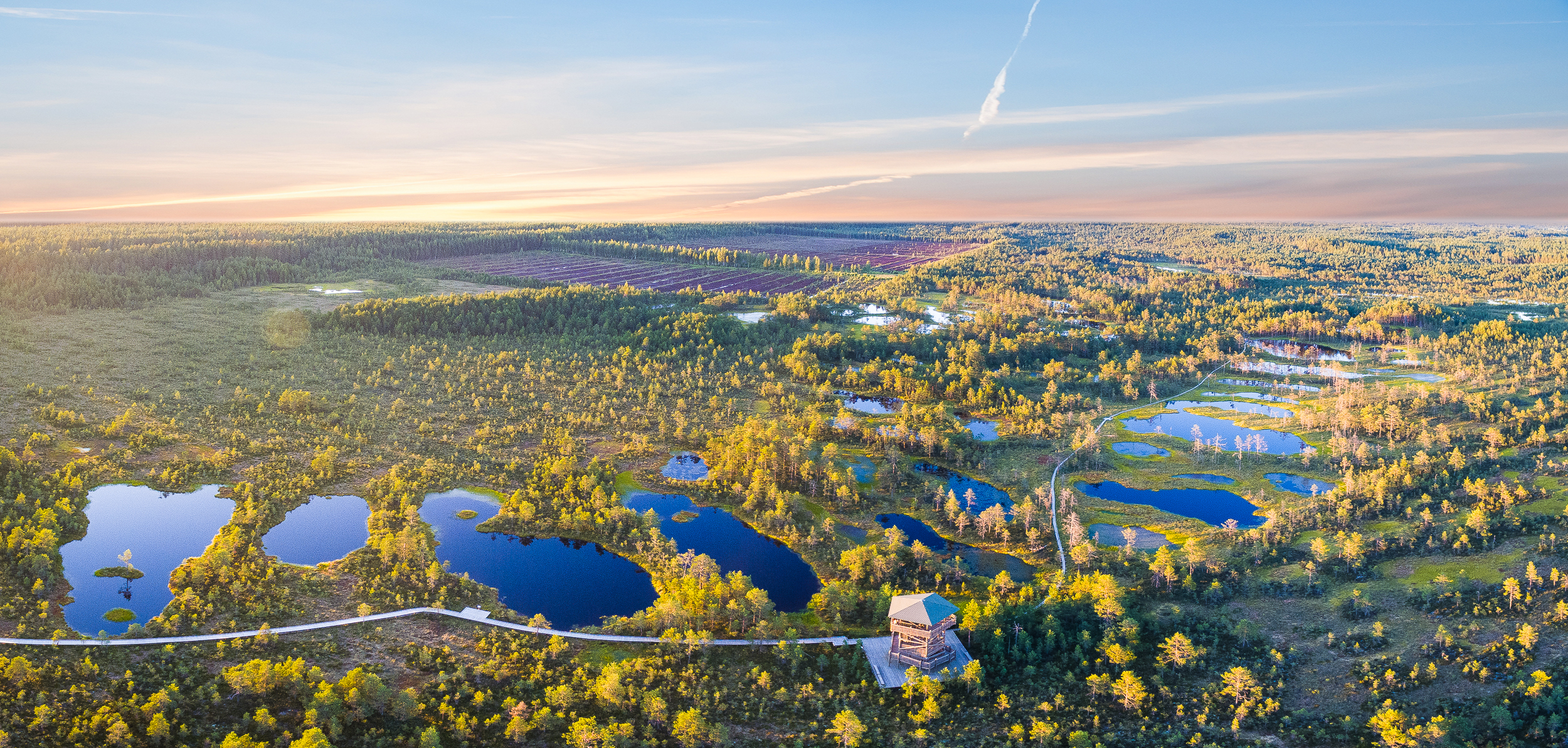
Верховое болото Виру
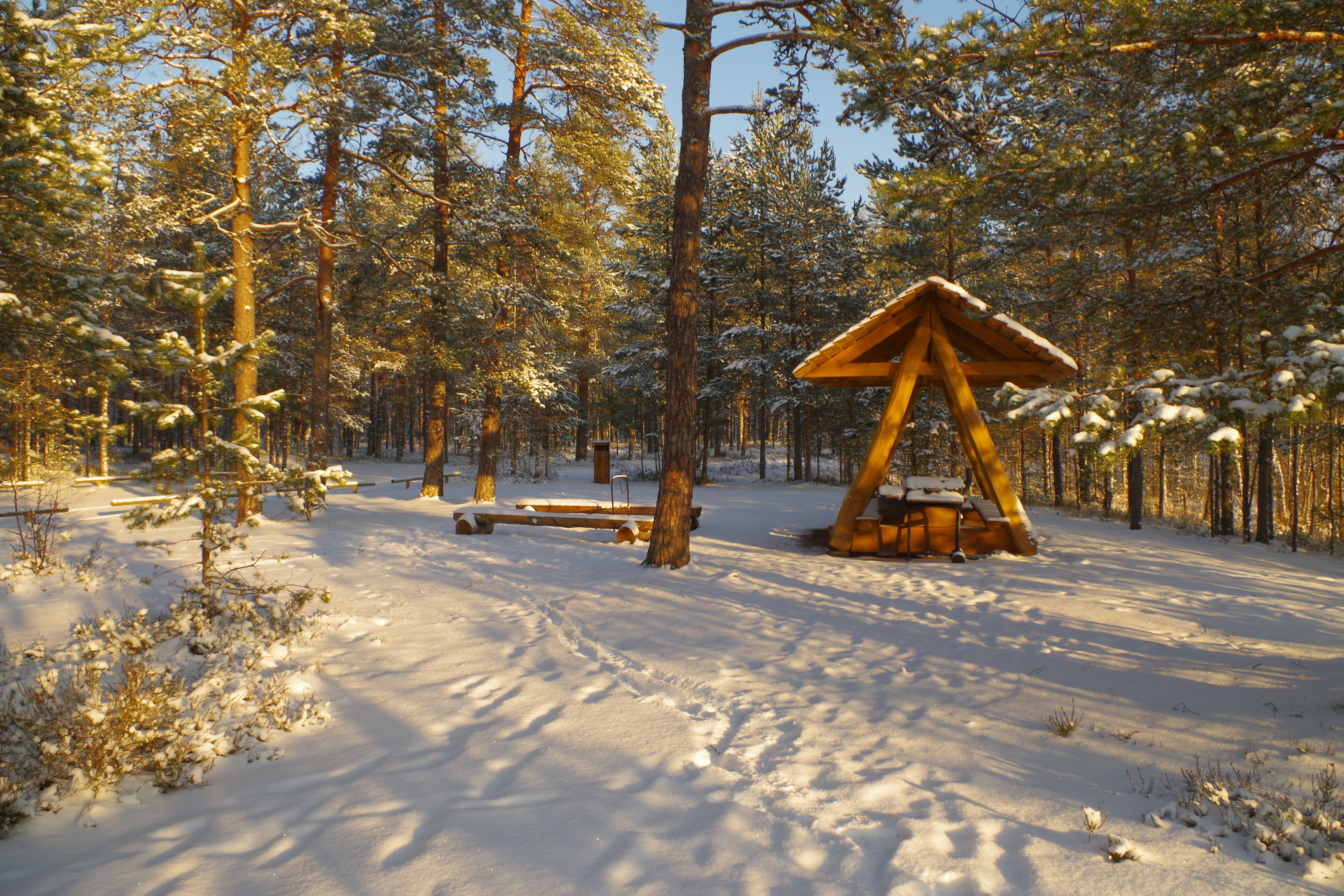
Место для отдыха и костра в лесу

## Комментарии
1. ↑  Эстонские топонимы, оканчивающиеся на -а, не склоняются и не имеют женского рода (исключение — Нарва)[9].